# Translational Psychiatry
Translational Psychiatry è una rivista medica sottoposta a revisione paritaria, e pubblicata dalla Nature Publishing Group. È una rivista gemella della più nota Molecular Psychiatry. Mentre entrambe le riviste trattano il più ampio campo della psichiatria biologica, Translational Psychiatry si focalizza maggiormente sugli aspetti traslazionalidella ricerca.
È stata lanciata il 5 aprile 2011, quando il caporedattore di entrambe le riviste, Julio Licinio, l'ha annunciata durante il primo simposio nazionale sulla psichiatria traslazionale presso l'Australian National University. Uno dei primi articoli era un editoriale di Thomas Insel, che affermava che "Translational Psychiatry ha l'opportunità di fare la differenza pubblicando la migliore scienza in un momento in cui possiamo vedere la costruzione di questo ponte storico che collegherà scienza, pratica e politica. Io, per esempio, guarderò (e leggerò) con entusiasmo."
Translational Psychiatry è stata criticata per aver richiesto compensi agli autori per inviare critiche agli articoli pubblicati sulla rivista, poiché ciò avrebbe potuto isolare gli articoli dai critici.
Gli articoli sono rilasciati con licenza Creative Commons.
Al 2024, il fattore di impatto è stato pari a 5,8. Secondo gogle Scholar, al 2025, con un indice H pari a 90, la rivista si è posizionata al 12º posto tra le 20 principali pubblicazioni della categoria psichiatrica.

## Indicizzazione
Gli abstract e gli articoli sono indicizzati da:
- Chemical Abstracts
- Current Contents/Clinical Medicine
- EBSCO databases
- Excerpta Medica
- ProQuest
- MEDLINE/PubMed
- Science Citation Index Expanded
- DOAJ.